# Hanriot H.110
L'Hanriot H.110, citato anche H-110, fu un caccia monomotore in configurazione spingente e monoplano ad ala bassa sviluppato dall'azienda aeronautica francese Hanriot nei primi anni trenta e rimasto allo stadio di prototipo.
Realizzato in base alla specifica 1930 C1 emessa dal Service technique de l'aéronautique (STAé) per conto dell'Aéronautique Militaire, la componente aerea dell'Armée de terre (l'esercito francese), valutato assieme ad altri undici concorrenti venne giudicato non idoneo preferendogli il monoplano ad ala bassa Dewoitine D.500, e di conseguenza il suo sviluppo venne abbandonato.

## Storia del progetto
Nel 1930, quando oramai il legier Chasse "Jockey" detto anche Plan Caquot, programma per la realizzazione di un caccia leggero, venne giudicato un insuccesso, per ovviare alla necessità di sostituire il parco velivoli oramai inadeguato il Service technique de l'aéronautique (STAé) emise una specifica C1, relativa cioè ad un nuovo modello da caccia monoposto. I requisiti, già espressi nel 1928, erano relativi ad un velivolo dotato di ottima visibilità, cellula con coefficiente di robustezza pari a 16, velocità massima raggiungibile di almeno 327 km/h a 3 500 m ed un armamento comprendente due mitragliatrici Vickers calibro 7,7 mm costruite su licenza dalla Manufacture d'Armes de Châtellerault (MAC). Una modifica successiva, datata 26 gennaio 1931, specificava la necessità di utilizzare un motore aeronautico con una cilindrata tra i 26 ed i 30 L dotato di compressore meccanico portando la velocità massima a 350 km/h a 4 000 m.
Al concorso risposero le principali aziende aeronautiche nazionali che presentarono non meno di 10 progetti, concretizzatisi in 12 diversi prototipi, quasi tutti disegnati attorno all'Hispano-Suiza 12Xbrs, un 12 cilindri a V da 26 L in grado di erogare una potenza pari a 650 hp (485 kW) alla quota di 4 500 m (14 765 ft), scelto per la sua dimostrata affidabilità e contenuta superficie frontale rispetto ai modelli allora disponibili.
In risposta alla specifica 1930 C1 emessa in quell'anno dal Service Technique de l'Aeronautique, integrata successivamente nel gennaio 1931, la Société des monoplans Hanriot presentò il prototipo H.110 progettato dall'ingegnere Jean Biche. L'aereo era un caccia monoposto con fusoliera a travi di coda, di costruzione interamente metallica, dotato di un propulsore Hispano-Suiza 12Xbrs raffreddato a liquido erogante 500 hp, sovralimentato, e posto in posizione spingente all'estremità posteriore della navicella. Il motore azionava un'elica tripala metallica. Un radiatore ad anello Chausson, montato nel muso della navicella, era realizzato con un cono mobile per regolare il flusso d'aria. L'H.110 era più grande e più pesante di tutti i caccia presentati nella competizione, dotato di un armamento su due mitragliatrici fisse MAC calibro 7,5 mm. Il prototipo volò per la prima volta nel marzo 1933. Durante le prove di volo l'aereo si rivelò più lento e meno maneggevole rispetto alla maggior parte dei suoi concorrenti. Il 23 novembre dello stesso anno la commissione esaminatrice decretò vincitore del concorso il monoplano Dewoitine D.500.

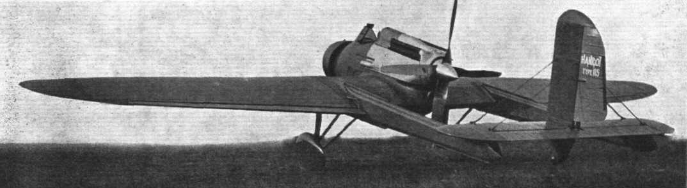
l'H-115.

Dopo il fallimento dell'H-110 la Hanriot riportò il velivolo presso lo stabilimento di Bourges, modificandolo profondamente. Sulla nuova versione del velivolo, denominata H-115, venne installata una versione aggiornata del motore Hispano-Suiza 12Xbrs che sviluppava una potenza di 690 CV, ed azionava un'elica quadripala metallica. L'armamento venne modificato e potenziato, installando al posto delle due mitragliatrici un cannone APX da 33 mm. In questa nuova versione l'aereo volò per la prima volta nell'aprile 1934. Nel novembre dello stesso anno l'H-115 ricevette ulteriori modifiche. Le prove militari terminarono nel giugno 1935, ma il velivolo non suscitò alcun interesse.

## Versioni
- Hanriot H.110: primo prototipo dotato motore Hispano-Suiza 12Xbrs da 500 hp.
- Hanriot H.115: il primo prototipo, modificato con l'adozione di un propulsore Hispano-Suiza 12Xbrs da 690 hp, ed armamento su un cannone APX da 33 mm.

## Utilizzatori
Francia
- Aéronautique Militaire poi
- Armée de l'air

utilizzato solo per prove di valutazione.

### Periodici
- (EN) New Aircraft - The Hanriot 110, in Flight, Sutton, Surrey - UK, Reed Business Information Ltd., 22 febbraio 1934,  p. 179. URL consultato l'11 febbraio 2012.
- (FR) Patrick Marchand, Junko Takamori, Les Dewoitine D.500-510, in Les Ailes de Gloire, Editeur D'Along, N°13, mars 2004.